# Lumira
Lumira (eigentlich Ludmilla Weidner, russ. Людмила Вайднер; * 1968 in Karaganda, Kasachische SSR) ist eine deutsche Schriftstellerin esoterischer Werke auf dem Gebiet der Seelenheilkunde sowie des Neoschamanismus.

## Leben
Weidner erlernte den Beruf einer Krankenschwester. Sie ging 1990 – ein Jahr vor dem Zerfall der Sowjetunion – nach Deutschland. Aufgrund ihrer angeblichen seherischen Fähigkeiten soll sie nach eigenen Angaben in der Kindheit von anderen gemieden worden sein. Weidners Großmutter half ihr, sich intensiver mit dem Glauben an das Übernatürliche und dem seelenheilenden Können auseinanderzusetzen. In der Bundesrepublik ließ sie sich zur Schamanin und Kinesiologin ausbilden. Lumira besteht bei ihren Behandlungen darauf, niemals mit materiellen Hilfsmitteln, sondern ausschließlich auf psychologischer Ebene mit den Patienten zu arbeiten. Sie ist der Ansicht, dass die Seele eines Menschen sich in Beschwerden ausdrückt, um die Person von einem falschen Lebensweg abzuhalten. Lumira veröffentlicht Bücher und gibt Seminare, Fortbildungen und Workshops.
Ihre Mutter, Elisabeth Büttler, ist Ärztin für Mikrobiologie und Therapeutin, die die Vizerale Therapie nach dem russischen Prof. Alexander Ogulov ausübt, wobei sie Schröpf- und Honigmassagen anwendet.

## Publikationen (Auswahl)
- Befreie deine Seele – Heilung durch schamanische Kinesiologie. Schirner Verlag, 2010, ISBN 978-3-8434-0936-0
- Schamanische Kinesiologie – Praxisbuch zur Befreiung der Seele. Schirner Verlag, 2010, ISBN 978-3-89767-936-8
- Erneuere deine Zellen: Eine russische Heilerin offenbart ihr energetisches Verjüngungsprogramm. Skorpio Verlag, 2013, ISBN 978-3-941837-66-9
- Du bist die Quelle des Lebens! – Fundamentale Werkzeuge der Erneuerung und Verjüngung. Skorpio Verlag, 2013, ISBN 978-3-95550-019-1
- Geistiges Heilen – revolutionäre Wege zu Selbstheilung und Regeneration. Trinity Verlag, 2014, ISBN 978-3-95550-086-3

| Personendaten    | Personendaten                                                                                          |
| ---------------- | --- |
| NAME             | Lumira                                                                                                 |
| ALTERNATIVNAMEN  | Weidner, Ludmilla (wirklicher Name)                                                                    |
| KURZBESCHREIBUNG | deutsche Schriftstellerin esoterischer Werke auf dem Gebiet der Seelenheilkunde sowie des Schamanismus |
| GEBURTSDATUM     | 1968                                                                                                   |
| GEBURTSORT       | Karaganda, Kasachische SSR                                                                             |